# Tony Oliver
Tony Oliver, pseudonimo di Rafael Antonio Olivier (San Juan, 12 maggio 1958), è un doppiatore portoricano naturalizzato statunitense. È riconosciuto per aver dato voce a Rick Hunter in Robotech e Arsenio Lupin III in Lupin III. Ha contribuito a produrre  le serie televisive Power Rangers e VR Troopers.

## Filmografia

### Dal vivo
- Power Rangers - Saba
- Power Rangers in Space - Frightwing
- Power Rangers Time Force - Klawlox
- Power Rangers Wild Force - Signal Org
- VR Troopers - Dice
- Walker Texas Ranger - Cantante

### Film
- Rusty: A Dog's Tale - Rebel-Perro
- Robotech: The Shadow Chronicles[4] - Rick Hunter

### Animazione
- Robotech - Rick Hunter
- NFL Rush Zone - Charger
- Scott Pilgrim - La serie - Primo A.D.

### Documentario
- Adventures in Voice Acting - Se stesso